# Suwa Yorishige
Yorishige Suwa (諏訪頼重?; 1516 – 1544) è stato un samurai giapponese del periodo Sengoku guida del clan Suwa.
Fu sconfitto da Takeda Shingen e sua figlia Suwa Goryōnin (諏訪御料人?)  fu presa come concubina di Shingen. Fu la madre di Takeda Katsuyori, futura guida del clan.
Yorishige era figlio di Suwa Yoritaka e succedette al padre nel 1539. Governava l'area nel lago Suwa nella provincia dello Shinano. Nel 1540 i Suwa e i loro rivali del clan Takeda fecero pace e Yorishige sposò la sorella di Takeda Nobutora, Nene. L'estate seguente si unì a Nobutora e Murakami Yoshikiyo nell'attacco a Unno Munetsuna. Poco tempo dopo Nobutora fu esiliato dal Kai da suo figlio Harunobu e la pace stipulata iniziò a vacillare. Yorishige e Ogasawara Nagatoki invasero il Kai ma furono ricacciati indietro da Shingen. Nel 1542 i Takeda invasero improvvisamente lo Shinano e sconfissero un impreparato Yorishige sia a Uehara che a Kuwabara nel giro di due giorni. Yorishige fu portato nel Kai e confinato al Tokoji a Kōfu. Fu costretto a suicidarsi insieme al fratello Yoritakasu, anche se potrebbe essere stato ucciso.